# Groombridge 34

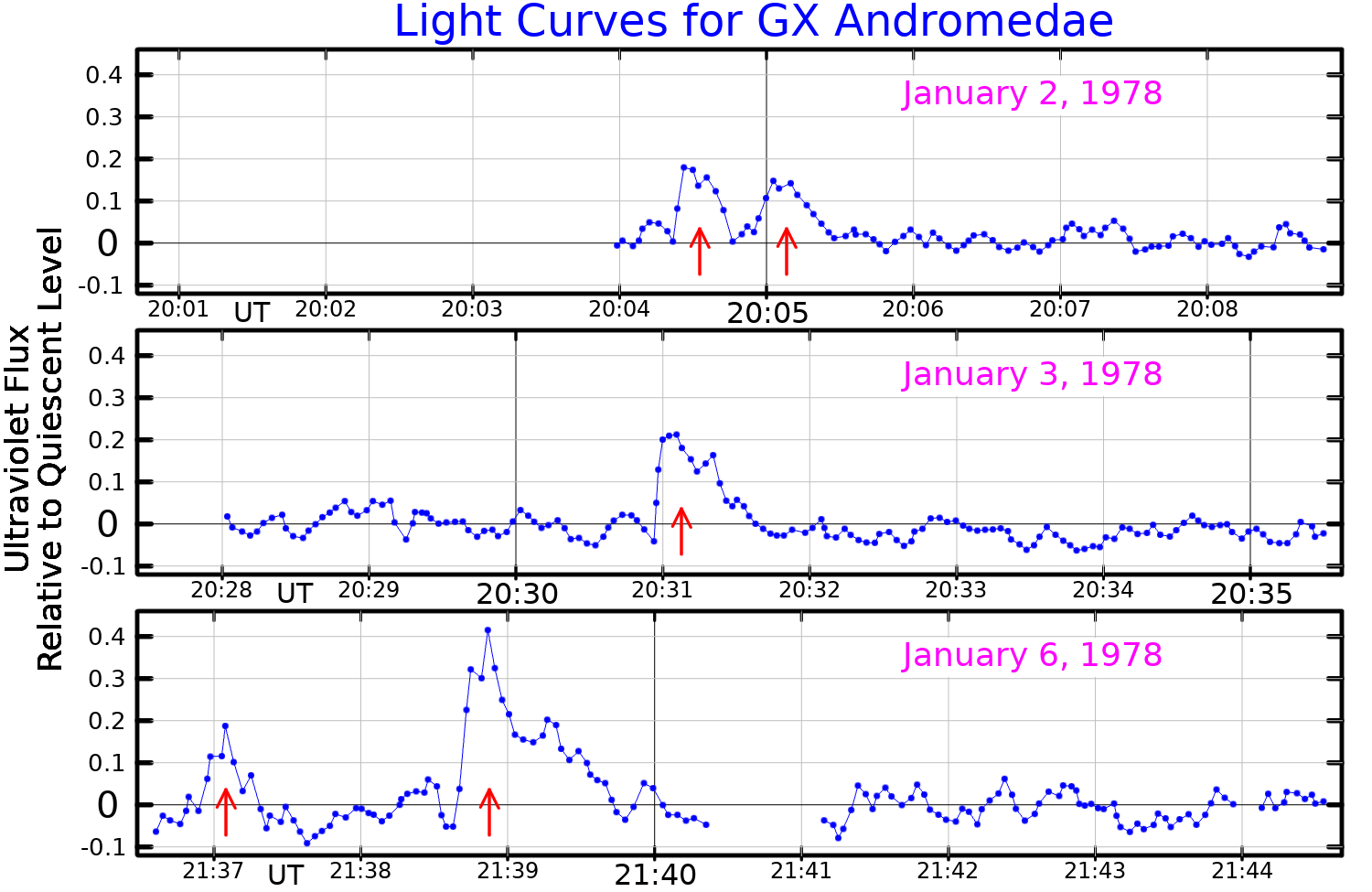
Curvas de luz de GX Andromedae.

Groombridge 34, também conhecida por Gliese 15 (GI 15), é um sistema estelar binário localizado a cerca de 11,7 anos-luz de distância a partir do Sol, na constelação de Andrômeda. É composto por duas estrelas anãs vermelhas em uma órbita quase circular, as estrelas estão separadas uma da outra por cerca de 147 UA, ou seja, quase cinco vezes a distância que separa Netuno do Sol. Apesar de ser uma das estrelas mais próximas da Terra, só é visível com binóculos.

## Sistema planetário
Em agosto de 2014, foi descoberto um planeta orbitando em torno de Groombridge 34 A.
A existência do planeta foi deduzida a partir da análise da velocidade radial da estrela hospedeira pelo Eta-Earth Survey usando o HIRES do Observatório Keck.
O planeta é considerado para ter uma massa mínima de 5,35 ± 0,75 massas terrestres, e na época da sua descoberta foi o sexto exoplaneta conhecido mais próximo da Terra.